# Ceratostylis
Ceratostylis là một chi phong lan với hơn 60 loài phân bố ở Ấn Độ, Đông Nam Á, Papua New Guinea, Philippines và các đảo Thái Bình Dương.

## Các loài
1. Ceratostylis acutifolia Schltr., Repert. Spec. Nov. Regni Veg. Beih. 1: 254 (1912).
2. Ceratostylis acutilabris J.J.Sm., Meded. Rijks-Herb. 23: 6 (1915).
3. Ceratostylis alata Carr, Gard. Bull. Straits Settlem. 8: 93 (1935).
4. Ceratostylis alberteduardi P.Royen, Alp. Fl. New Guinea 2: 464 (1979).
5. Ceratostylis albiflora J.J.Sm., Bull. Dép. Agric. Indes Néerl. 19: 11 (1908).
6. Ceratostylis alpina J.J.Sm., Bull. Jard. Bot. Buitenzorg, II, 13: 62 (1914).
7. Ceratostylis alticola P.Royen, Alp. Fl. New Guinea 2: 480 (1979).
8. Ceratostylis ampullacea Kraenzl., Bot. Jahrb. Syst. 17: 487 (1893).
9. Ceratostylis anceps Blume, Bijdr.: 305 (1825).
10. Ceratostylis angiensis J.J.Sm. in L.S.Gibbs, Fl. Arfak Mts.: 116 (1917).
11. Ceratostylis angustifolia Ridl., J. Fed. Malay States Mus. 8(4): 104 (1917).
12. Ceratostylis anjasmorensis J.J.Wood & J.B.Comber, Kew Bull. 41: 697 (1986).
13. Ceratostylis arfakensis J.J.Sm., Repert. Spec. Nov. Regni Veg. 12: 394 (1913).
14. Ceratostylis armeria Ridl., Trans. Linn. Soc. London, Bot. 9: 192 (1916).
15. Ceratostylis backeri J.J.Sm., Bull. Jard. Bot. Buitenzorg, II, 9: 52 (1913).
16. Ceratostylis baliensis J.J.Sm., Bull. Jard. Bot. Buitenzorg, III, 9: 147 (1927).
17. Ceratostylis borneensis J.J.Sm., Mitt. Inst. Allg. Bot. Hamburg 7: 45 (1927).
18. Ceratostylis braccata Rchb.f., Bonplandia (Hannover) 5: 53 (1857).
19. Ceratostylis brachyphylla Schltr., Bot. Jahrb. Syst. 58: 73 (1922).
20. Ceratostylis brevibrachiata J.J.Sm., Bull. Dép. Agric. Indes Néerl. 43: 38 (1910).
21. Ceratostylis breviceps Ridl., Trans. Linn. Soc. London, Bot. 9: 193 (1916).
22. Ceratostylis breviclavata J.J.Sm., Nova Guinea 18: 29 (1935).
23. Ceratostylis brevicostata J.J.Sm., Bull. Jard. Bot. Buitenzorg, III, 10: 55 (1928).
24. Ceratostylis brevipes Schltr., Repert. Spec. Nov. Regni Veg. Beih. 1: 246 (1912).
25. Ceratostylis bulbophylli Schltr., Bot. Jahrb. Syst. 58: 70 (1922).
26. Ceratostylis caespitosa L.O.Williams, Bot. Mus. Leafl. 6: 96 (1938).
27. Ceratostylis calcarata Schltr., Repert. Spec. Nov. Regni Veg. Beih. 1: 251 (1912).
28. Ceratostylis calceiformis R.S.Rogers, Trans. & Proc. Roy. Soc. South Australia 49: 257 (1925).
29. Ceratostylis capitata Zoll. & Moritzi, Natuur- Geneesk. Arch. Ned.-Indië 1: 404 (1844).
30. Ceratostylis cebolleta J.J.Sm., Bull. Jard. Bot. Buitenzorg, II, 25: 28 (1917).
31. Ceratostylis ciliolata J.J.Sm., Repert. Spec. Nov. Regni Veg. 11: 275 (1912).
32. Ceratostylis clathrata Hook.f., Fl. Brit. India 5: 825 (1890).
33. Ceratostylis clavata J.J.Sm., Bull. Dép. Agric. Indes Néerl. 19: 11 (1908).
34. Ceratostylis compressicaulis J.J.Sm., Bot. Jahrb. Syst. 66: 173 (1934).
35. Ceratostylis crassifolia J.J.Sm., Bull. Jard. Bot. Buitenzorg, II, 9: 54 (1913).
36. Ceratostylis crassilingua Ames & C.Schweinf. in O.Ames, Orchidaceae 6: 135 (1920).
37. Ceratostylis crassipetala J.J.Sm., Bull. Jard. Bot. Buitenzorg, III, 2: 39 (1920).
38. Ceratostylis culminicola P.Royen, Alp. Fl. New Guinea 2: 457 (1979).
39. Ceratostylis curvimentum J.J.Sm., Bot. Jahrb. Syst. 66: 172 (1934).
40. Ceratostylis dataensis Ames, Orchidaceae 7: 151 (1922).
41. Ceratostylis dischorensis Schltr., Repert. Spec. Nov. Regni Veg. Beih. 1: 243 (1912).
42. Ceratostylis elmeri Ames, Schedul. Orchid. 6: 49 (1923).
43. Ceratostylis eria Govaerts, World Checklist Seed Pl. 3(1): 13 (1999).
44. Ceratostylis evrardii Gagnep., Bull. Soc. Bot. France 79: 33 (1932).
45. Ceratostylis ficinioides Schltr., Repert. Spec. Nov. Regni Veg. Beih. 1: 247 (1912).
46. Ceratostylis flavescens Schltr., Repert. Spec. Nov. Regni Veg. Beih. 1: 244 (1912).
47. Ceratostylis formicifera J.J.Sm., Bull. Dép. Agric. Indes Néerl. 39: 5 (1910).
48. Ceratostylis glabra Ridl., Trans. Linn. Soc. London, Bot. 9: 193 (1916).
49. Ceratostylis glabriflora Schltr., Repert. Spec. Nov. Regni Veg. Beih. 1: 253 (1912).
50. Ceratostylis gracilicaulis Schltr., Bot. Jahrb. Syst. 58: 71 (1922).
51. Ceratostylis gracilis Blume, Bijdr.: 306 (1825).
52. Ceratostylis graminea Blume, Bijdr.: 305 (1825).
53. Ceratostylis grandiflora J.J.Sm., Recueil Trav. Bot. Néerl. 1: 156 (1904).
54. Ceratostylis hainanensis Z.H.Tsi, Acta Phytotax. Sin. 33: 582 (1995).
55. Ceratostylis heleocharis Schltr., Bot. Jahrb. Syst. 58: 74 (1922).
56. Ceratostylis himalaica Hook.f., Fl. Brit. India 5: 826 (1890).
57. Ceratostylis humilis J.J.Sm., Bull. Dép. Agric. Indes Néerl. 19: 11 (1908).
58. Ceratostylis hydrophila Schltr., Repert. Spec. Nov. Regni Veg. Beih. 1: 252 (1912).
59. Ceratostylis incognita J.T.Atwood & Beckner, Selbyana 19: 265 (1998 publ. 1999).
60. Ceratostylis indifferens J.J.Sm., Bull. Dép. Agric. Indes Néerl. 39: 6 (1910).
61. Ceratostylis inflata Schltr., Repert. Spec. Nov. Regni Veg. Beih. 1: 248 (1912).
62. Ceratostylis jacobsonii J.J.Sm., Bull. Jard. Bot. Buitenzorg, III, 2: 40 (1920).
63. Ceratostylis juncoides Schltr., Bot. Jahrb. Syst. 58: 75 (1922).
64. Ceratostylis kaniensis Schltr., Repert. Spec. Nov. Regni Veg. Beih. 1: 245 (1912).
65. Ceratostylis kerigomnensis P.Royen, Alp. Fl. New Guinea 2: 466 (1979).
66. Ceratostylis keysseri Schltr., Repert. Spec. Nov. Regni Veg. 16: 214 (1919).
67. Ceratostylis lancifolia Hook.f., Fl. Brit. India 5: 826 (1890).
68. Ceratostylis lancipetala Schltr., Repert. Spec. Nov. Regni Veg. Beih. 1: 246 (1912).
69. Ceratostylis lateralis Schltr., Bot. Jahrb. Syst. 45(104): 20 (1911).
70. Ceratostylis latifolia Blume, Bijdr.: 305 (1825).
71. Ceratostylis latipetala Ames, Philipp. J. Sci., C 4: 671 (1910).
72. Ceratostylis latuensis J.J.Sm., Orch. Ambon: 37 (1905).
73. Ceratostylis leucantha Schltr., Bot. Jahrb. Syst. 45(104): 21 (1911).
74. Ceratostylis loheri L.O.Williams, Bot. Mus. Leafl. 6: 97 (1938).
75. Ceratostylis lombasangensis J.J.Sm., Bull. Jard. Bot. Buitenzorg, III, 10: 13 (1928).
76. Ceratostylis longicaulis J.J.Sm., Repert. Spec. Nov. Regni Veg. 11: 275 (1912).
77. Ceratostylis longifolia J.J.Sm., Bull. Dép. Agric. Indes Néerl. 39: 6 (1910).
78. Ceratostylis longipedunculata J.J.Sm., Meded. Rijks-Herb. 53: 6 (1925).
79. Ceratostylis longipes Schltr., Repert. Spec. Nov. Regni Veg. Beih. 1: 250 (1912).
80. Ceratostylis longisegmenta Ames & C.Schweinf. in O.Ames, Orchidaceae 6: 136 (1920).
81. Ceratostylis maboroensis Schltr., Repert. Spec. Nov. Regni Veg. Beih. 1: 256 (1912).
82. Ceratostylis macra J.J.Sm., Nova Guinea 18: 30 (1935).
83. Ceratostylis malintangensis J.J.Sm., Bull. Jard. Bot. Buitenzorg, III, 9: 148 (1927).
84. Ceratostylis mamberamensis J.J.Sm., Nova Guinea 14: 384 (1929).
85. Ceratostylis mayrii J.J.Sm., Bot. Jahrb. Syst. 66: 171 (1934).
86. Ceratostylis micrantha Schltr., Bot. Jahrb. Syst. 39: 63 (1906).
87. Ceratostylis mindanaensis Ames, Schedul. Orchid. 6: 51 (1923).
88. Ceratostylis minutiflora Schltr., Repert. Spec. Nov. Regni Veg. 16: 46 (1919).
89. Ceratostylis muscicola J.J.Sm., Nova Guinea 14: 387 (1929).
90. Ceratostylis nalbesiensis J.J.Sm., Bull. Jard. Bot. Buitenzorg, III, 9: 461 (1928).
91. Ceratostylis nivea Schltr., Repert. Spec. Nov. Regni Veg. Beih. 1: 244 (1912).
92. Ceratostylis obscureviolacea Gilli, Ann. Naturhist. Mus. Wien, B 84: 21 (1980 publ. 1983).
93. Ceratostylis oreophila Schltr., Repert. Spec. Nov. Regni Veg. Beih. 1: 248 (1912).
94. Ceratostylis ovatilabris J.J.Sm., Nova Guinea 14: 386 (1929).
95. Ceratostylis parciflora J.J.Sm., Meded. Rijks-Herb. 23: 7 (1915).
96. Ceratostylis parvifolia J.J.Sm., Bull. Jard. Bot. Buitenzorg, II, 25: 30 (1917).
97. Ceratostylis pendula Hook.f., Fl. Brit. India 5: 809 (1890).
98. Ceratostylis phaeochlamys Schltr., Repert. Spec. Nov. Regni Veg. Beih. 1: 249 (1912).
99. Ceratostylis philippinensis Rolfe ex Ames, Orchidaceae 1: 79 (1905).
100. Ceratostylis piepersii J.J.Sm., Bull. Jard. Bot. Buitenzorg, II, 3: 58 (1912).
101. Ceratostylis pinguis Schltr., Bot. Jahrb. Syst. 58: 72 (1922).
102. Ceratostylis platychila Schltr. in K.M.Schumann & C.A.G.Lauterbach, Fl. Schutzgeb. Südsee, Nachtr.: 138 (1905).
103. Ceratostylis pleurothallis (C.S.P.Parish & Rchb.f.) Seidenf., Opera Bot. 62: 44 (1982).
104. Ceratostylis pugioniformis J.J.Sm., Bull. Dép. Agric. Indes Néerl. 19: 12 (1908).
105. Ceratostylis pulchella Holttum, Gard. Bull. Singapore 14: 4 (1953).
106. Ceratostylis puncticulata Ridl., J. Straits Branch Roy. Asiat. Soc. 39: 79 (1903).
107. Ceratostylis radiata J.J.Sm., Orch. Java: 295 (1905).
108. Ceratostylis ramosa Ames & Rolfe in O.Ames, Orchidaceae 2: 149 (1908).
109. Ceratostylis recurva J.J.Sm., Bull. Dép. Agric. Indes Néerl. 39: 6 (1910).
110. Ceratostylis resiana J.J.Sm., Bull. Dép. Agric. Indes Néerl. 19: 12 (1908).
111. Ceratostylis retisquama Rchb.f., Bonplandia (Hannover) 5: 53 (1857).
112. Ceratostylis rivularis Schltr., Repert. Spec. Nov. Regni Veg. Beih. 1: 250 (1912).
113. Ceratostylis robusta Hook.f., Fl. Brit. India 5: 827 (1890).
114. Ceratostylis rubra Ames, Philipp. J. Sci., C 4: 670 (1910).
115. Ceratostylis sacculata J.J.Sm., Nova Guinea 14: 385 (1929).
116. Ceratostylis sarcostomatoides J.J.Sm., Bull. Jard. Bot. Buitenzorg, III, 9: 150 (1927).
117. Ceratostylis sayeri Schltr., Repert. Spec. Nov. Regni Veg. 9: 27 (1910).
118. Ceratostylis scariosa Ridl., J. Malayan Branch Roy. Asiat. Soc. 1: 96 (1923).
119. Ceratostylis scirpoides Schltr. in K.M.Schumann & C.A.G.Lauterbach, Fl. Schutzgeb. Südsee, Nachtr.: 138 (1905).
120. Ceratostylis selebensis J.J.Sm., Bot. Jahrb. Syst. 65: 475 (1933).
121. Ceratostylis senilis Rchb.f., Otia Bot. Hamburg.: 54 (1878).
122. Ceratostylis sessilis J.J.Sm., Bull. Jard. Bot. Buitenzorg, II, 2: 7 (1911).
123. Ceratostylis siamensis Rolfe ex Downie, Bull. Misc. Inform. Kew 1925: 379 (1925).
124. Ceratostylis sima J.J.Sm., Bull. Dép. Agric. Indes Néerl. 15: 9 (1908).
125. Ceratostylis simplex Blume, Bijdr.: 305 (1825).
126. Ceratostylis spathulata Schltr. in K.M.Schumann & C.A.G.Lauterbach, Fl. Schutzgeb. Südsee, Nachtr.: 139 (1905).
127. Ceratostylis sphaerocephala Schltr., Bot. Jahrb. Syst. 58: 71 (1922).
128. Ceratostylis steenisii J.J.Sm., Blumea 5: 307 (1943).
129. Ceratostylis subcoerulea P.Royen, Alp. Fl. New Guinea 2: 473 (1979).
130. Ceratostylis subulata Blume, Bijdr.: 306 (1825).
131. Ceratostylis succulenta J.J.Sm., Bull. Jard. Bot. Buitenzorg, III, 9: 151 (1927).
132. Ceratostylis tenericaulis Ridl., Trans. Linn. Soc. London, Bot. 9: 192 (1916).
133. Ceratostylis tenuis Schltr., Bot. Jahrb. Syst. 58: 74 (1922).
134. Ceratostylis tetrarioides Schltr., Bot. Jahrb. Syst. 58: 72 (1922).
135. Ceratostylis thailandica Seidenf., Bot. Tidsskr. 65: 134 (1969).
136. Ceratostylis tjihana J.J.Sm., Bull. Dép. Agric. Indes Néerl. 45: 13 (1911).
137. Ceratostylis todjambuensis J.J.Sm., Bot. Jahrb. Syst. 65: 474 (1933).
138. Ceratostylis tonkinensis (Gagnep.) Aver., Bot. Zhurn. (Moscow & Leningrad) 73: 107 (1988).
139. Ceratostylis tricallifera J.J.Sm., Bull. Jard. Bot. Buitenzorg, III, 2: 41 (1920).
140. Ceratostylis triloba Schltr., Repert. Spec. Nov. Regni Veg. Beih. 1: 254 (1912).
141. Ceratostylis trinodis J.J.Sm., Bull. Dép. Agric. Indes Néerl. 45: 14 (1911).
142. Ceratostylis truncata J.J.Sm., Bull. Jard. Bot. Buitenzorg, III, 9: 149 (1927).
143. Ceratostylis vagans Schltr., Repert. Spec. Nov. Regni Veg. 10: 67 (1911).
144. Ceratostylis vonroemeri J.J.Sm., Nova Guinea 12: 32 (1913).
145. Ceratostylis wenzelii Ames, Philipp. J. Sci., C 8: 421 (1913 publ. 1914).